# Tomopterus brevicornis
Tomopterus brevicornis là một loài bọ cánh cứng trong họ Cerambycidae.